# Front Negre
El Front Negre, en alemany Schwarze Front va ser un moviment liderat per Otto Strasser (1897-1974) després de la seva expulsió del Partit Nazi el 1930. El seu nom oficial era Kampfgemeinschaft Revolutionärer Nationalsozialisten (Comunitat de lluita de nacionalsocialistes revolucionàris). Strasser creia en una forma de nacionalsocialisme més propera al marxisme que Hitler, que considerava un traïdor a la causa.
El Front Negre es componia d'antics membres de l'NSDAP que intentaven crear una divisió a l'interior del partit. Comptava amb una revista bimensual anomenada Die deutsche Revolution (La revolució alemanya) i van adoptar com a símbol un martell creuat amb una espasa, els que segueixen sent usats avui en dia pels grups strasseristes. Aquest moviment va ser incapaç d'oposar-se de manera eficaç a l'NSDAP, i l'ascens al poder de Hitler seria el cop final.
Otto Strasser passaria la dècada dels anys trenta exiliat, primer a Txecoslovàquia i després al Canadà. L'ala esquerra de l'NSDAP va ser erradicada el 1934 durant la nit dels ganivets llargs, on Gregor Strasser va ser assassinat.